# منتخب فلسطين لكرة القدم
منتخب فلسطين لكرة القدم هو ممثل دولة فلسطين الرسمي في رياضة كرة القدم ، ويمثل فلسطين تأسس اتحاد كرة قدم في فلسطين الانتدابية عام 1928، بيد أن الاتحاد الدولي لكرة القدم قد اعترف لأول مرة في عام 1998 بإنشاء فريق للدولة العربية المقبلة يدعى فلسطين، وذلك بعد إنشاء السلطة الوطنية الفلسطينية. ولم تتأهل فلسطين بعد لكأس العالم. تأهلت لأول مرة لكأس آسيا في مايو 2014، بعد فوزها على الفلبين 1–0 في نهائي كأس التحدي الآسيوي. وفي النهائيات في أستراليا، خرجت في مرحلة المجموعات.
ووصل الفريق إلى أعلى مستوى له وهو رقم 73 في تصنيف الفيفا في فبراير 2018 بعد أن لم يخسر أي مباراة منذ أوائل 2016. اللقب الأول لفلسطين هو كأس التحدي الآسيوي 2014. وتأهلت البلاد أيضا لكأس آسيا 2019.
في أعقاب إعادة قبول الاتحاد الدولي لكرة القدم، لم يلعب الفريق مباريات رسمية في الأراضي الفلسطينية بسبب مخاوف أمنية حتى مباراة في 26 أكتوبر 2008 ضد الأردن في ملعب فيصل الحسيني الدولي الذي تم تجديده حديثا في منطقة الرام الشمالية بالقدس، والتي انتهت بالتعادل 1–1. تقديرا لجهود الاتحاد الفلسطيني لكرة القدم تم منحه جائزة التنمية الافتتاحية للاتحاد الدولي لكرة القدم والمنتخب الوطني لعام الاتحاد الآسيوي لكرة القدم.

## تاريخ

### البدايات
شاركت فلسطين في التصفيات المؤهلة لكل من كأس العالم 1934 وكأس العالم 1938 تحت اسم منتخب «فلسطين/أرض إسرائيل». 
يقول الكاتب عصام خالدي صاحب عدة مؤلفات حول الرياضة في فلسطين أن الفلسطينيون أعربوا عن استيائهم تجاه الممارسات اليهودية ذات «صهيونية الهدف» في مجال كرة القدم، ومن ثم كان المنتخب الذي واجه نظيره المصري في 1934 تشكل من اليهود والجنود البريطانيين فقط. 
أحصت الفيفا المباريات التي خاضها هذا المنتخب في ثلاثينيات القرن العشرون ضمن رصيد المنتخب الإسرائيلي وليس المنتخب الفلسطيني بداعي انه «وفد يهودي».
ولكن يشير الاتحاد الفلسطيني لكرة القدم على موقعه الرسمي أن «المنتخب الوطني الفلسطيني لكرة القدم أول منتخب عربي آسيوي يشارك في تصفيات كأس العالم» على ضوء مشاركته في في تصفيات كاس العالم 1938.

### الانضمام للفيفا
عندما انضم الاتحاد الفلسطيني لكرة القدم للاتحاد الدولي الفيفا في 1998، لعب المنتخب الفلسطيني أولى مبارياته الودية أمام منتخبات كل من لبنان والأردن وسوريا في يوليو 1998. ثم شارك المنتخب الفلسطيني في فعاليات كرة القدم بدورة الألعاب العربية التاسعة 1999 تحت قيادة المدير الفني عزمي نصار. حقق المنتخب الفلسطيني نجاحا ملحوظا بهذه البطولة وظفر بميداليتها البرونزية بعد الفوز على كل من قطر والإمارات وتعادل مع سوريا وليبيا وتلقى هزيمتان على يد منتخب الأردن مستضيف البطولة.
كانت أول محاولة لفلسطين للتأهل لكأس آسيا 2000 وكأس العالم لكرة القدم 2002 باءت بالفشل، ولكنها شهدت انتصارات ضد هونغ كونغ وماليزيا. وفي عام 2002 تعاقد اتحاد كرة القدم الفلسطيني مع نيكولا حذوة شهوان مديرا. نشأ شهوان، الذي ولد في بيت جالا، في تشيلي، وكان لديه العديد من الاتصالات بين طائفة سانتياغو الفلسطينية، وأحضر روبرتو بشارة، وروبرتو كاتلون، وإدغاردو عبد الله، وفرانسيسكو أتورا، وبابلو عبد الله الأرجنتيني المولد إلى داخل التشكيلة. وقد قدم هؤلاء اللاعبون أول ظهور لهم في كأس الأمم العربية 2002. خرج الفريق في مرحلة المجموعات ولكنه نجح في تحقيق تعادلات ضد رابحي المجموعة الأردن، والمستضيفة الكويت، والسودان، مع خسارتهم الوحيدة ضد المتأهل لنصف النهائي في نهاية المطاف المغرب.
في عام 2004، انضم اثنان من أمريكا اللاتينية إلى الفريق الوطني الفلسطيني هيرنان مدريد وأليخاندرو نايف الذي ولد في الأرجنتين.
بعد عدم نجاح الحملة المؤهلة لكأس آسيا، تعاقد اتحاد كرة القدم الفلسطيني مع المدرب النمساوي ألفريد ريدل لقيادة الفريق في تصفيات كأس العالم لكرة القدم 2006. وقد تم زج فلسطين في مجموعة إلى جانب أوزبكستان والعراق وتايبيه الصينية. في مباراتها الأولى سجلت فلسطين فوزها التاريخي 8–0 ضد التايوانيين، وبعدها بشهرين تعادل 1–1 ضد العراق وضع فلسطين في المركز الأول في المجموعة. وكانت فلسطين قد وضعت في مجموعة في تصفيات كأس آسيا لكرة القدم لعام 2007 إلى جانب الحاضرة في نهائيات 2004 الصين، والفائز في نهاية المطاف العراق، وسنغافورة. ومازال أمام فلسطين فرصة للتأهل حتى الجولة قبل الأخيرة، بعد الفوز 1–0 ضد سنغافورة، والتعادل 2–2 ضد العراق. وقد دعيت فلسطين للمشاركة في كأس التحدي الافتتاحي في بنغلاديش، حيث فازت على غوام 11–0، وكمبوديا 4–0، وتعادلت مع بنغلاديش لتتصدر مجموعتها وتصل إلى الدور ربع النهائي، حيث تعرضت للخسارة 1–0 على يد قيرغيزستان. في صيف 2006، حققت فلسطين أعلى تصنيف فيفا لها على الإطلاق في المرتبة 115، مما وضعها الـ16 في القارة الآسيوية. وبقي الفريق بدون مدير لمعظم عام 2007، وكانت الاستعدادات لتصفيات كأس العالم غير متوفرة بشدة. وقد خسرت فلسطين المحطة الأولى في مباراة من مرحلتين ضد سنغافورة 0–4 ولم تتمكن من لعب دور العودة نتيجة للقيود الإسرائيلية على السفر.

### بدء اقامة مباريات في فلسطين
أستضاف الفلسطينيون أول مباراة رسمية دولية على أرضهم في 28 أكتوبر 2008 عندما قابل المنتخب الفلسطيني نظيره الأردني وديا بملعب فيصل الحسيني الدولي وهو الملعب الذي شيد بتمويل جزئي من الفيفا. 
تقدم اللاعب أحمد كشكش للمنتخب الفلسطيني قبل أن يعادل النتيجة اللاعب الأردني رائد النواطير لتنتهي المباراة بالتعادل الإيجابي بهدف لمثله. حضر هذه المباراة أكثر من سبعة آلاف متفرج تقدمهم جوزيف بلاتر رئيس الفيفا، ورئيس الاتحاد الآسيوي لكرة القدم القطري محمد بن همام، ورئيس الاتحاد الإماراتي محمد خلفان الرميثي، ورئيس الاتحاد الفلسطيني جبريل الرجوب. وحصلت فلسطين على جائزة الفيفا للتنمية الافتتاحية اعترافا بالإنجاز.
هزم الفريق أفغانستان 3–1 في مجموع المباراتين (2–0 خارج أرضه، 1–1 على أرضه) في الدور الأول من تصفيات آسيا لكأس العالم لكرة القدم 2014. وقد واجهوا تايلاند في الجولة الثانية، مع مباراة الذهاب في 23 يوليو 2011 في بوريرام، والمباراة البيتية في 28 يوليو في الرام. خسرت فلسطين المباراة الخارجية 1–0 مع تصدي حارس المرمى الاحتياطي محمد شبير لركلة جزاء في لحظات الموت في المباراة للحفاظ على آماله في التأهل حية. وتقدمت فلسطين 1–0 في الدقيقة السادسة من مباراة العودة من خلال هدف مراد عليان، إلا أنها تلقت هدف بعشرة دقائق قبل نهاية الشوط الأول، مما يعني أن عليها الفوز بفارق هدفين صريحين من أجل التقدم. عادت فلسطين وتقدمت 2–1 في الشوط الثاني ولكن طرد أحد لاعبيها واستقبلت هدفا بينما كانت تبحث باستماتة عن الفوز. ودعت من تصفيات كأس الاتحاد الآسيوي لكرة القدم بنتيجة إجمالية 2–3، إذا اختار الاتحاد الآسيوي لكرة القدم أن يحتفظ بنفس شكل التصفيات المؤهلة لنهائيات كأس العالم لكرة القدم 2018 فإنها ستحتل المرتبة الـ21 وتحصل على إعفاء من الدور الأول.
وقرر الاتحاد الفلسطيني لكرة القدم عدم تجديد عقد موسى بزاز بعد فشل الفريق في التأهل إلى الدور الثالث من تصفيات كأس العالم لكرة القدم 2014. وكان قد أعلن عن لاعب الوحدات السابق والمدرب جمال محمود مديرا للمنتخب الوطني في نوفمبر 2011 بعد مباراتين كارثيتين بدون مدير دائم شهدتا خسارة الفريق 1–4 و0–7 أمام كل من إندونيسيا وإيران على التوالي. أول مباراة رسمية له كانت مباراة ودية ضد البحرين في المنامة وفازت فلسطين 1–0 بفضل أول هدف دولي لعلي الخطيب. خسرت فلسطين مباراتها الأولى في دورة الألعاب العربية 2011 أمام الأردن لكنها تعافت جيدا في مباريات المجموعة التالية. وكسبت تعادلا مستحقا 1–1 وفوز 2–0 على الحاضرين في نهائيات كأس الأمم الأفريقية لكرة القدم 2012 ليبيا والسودان لتتقدم إلى الدور قبل النهائي في المسابقة. خرج الفريق في نهاية المطاف من المنافسة ضد البطل في نهاية المطاف البحرين تحت ظروف مريبة عندما تم منح البحرينيين هدفا شبحا في الشوط الثاني لتحقيق النتيجة 3–1.
قاد محمود الفريق بعد ذلك بثلاثة أشهر في كأس التحدي الآسيوي 2012. وفي الفترة التي سبقت المسابقة، حققت فلسطين التاريخ باللعب وهزيمة أول خصم لها في الاتحاد الأوروبي، أذربيجان 2–0. وكان التحضير للمنافسة أقل من المثل الأعلى مع عدم توفر عبد اللطيف البهداري وروبرتو بشارة وعمر جعرون وماجد أبو سيدو وعلي الخطيب وعماد زعترة بسبب التزامات النادي وإصابة هيثم ذيب وإسماعيل العمور ومحمد المصري ورأفت عياد ومراد عليان ومراد عليان. أنهت فلسطين لعب المجموعة في كأس التحدي الآسيوي 2012 دون أن تتلقى هدف بعد فوز 2–0 على نيبال والمالديف إلى جانب التعادل 0–0 ضد تركمانستان في طريقها إلى خروج من نصف نهائي على يد البطل في نهاية المطاف كوريا الشمالية.
فازت فلسطين بأول مباراة لها في بطولة اتحاد غرب آسيا لكرة القدم عام 2012، متفوقة على لبنان 1–0 في مدينة الكويت.

### التأهل لكأس آسيا لأول مرة
في عام 2013، ضمنت بطاقة كأس التحدي الآسيوي على التوالي، متأهلة لطبعة 2014 بتصدرها المجموعة دال بسبع نقاط، متقدمة على بنغلاديش، ونيبال، وجزر ماريانا الشمالية. الفريق انتهى به الأمر فائزا بكأس التحدي الآسيوي 2014 دون تلقي أي هدف وتعادل مرة واحدة فقط من بين خمس مباريات. جلب الفوز للفريق الفلسطيني أول كأس كبير لهم، وأكد لهم المشاركة في كأس آسيا 2015، وأيضا لأول مرة لهم. وفي الفترة السابقة للتأهل، سجلوا 16 هدفا، وفازوا بست مباريات، وتعادلوا مرتين، في حين قاموا معا بالحفاظ على شباك نظيفة ثمان مرات على التوالي. توج أشرف نعمان بلقب أفضل هداف للبطولة بعد أن سجل الهدف الفائز في المباراة النهائية ضد الفلبين وثلاثة أهداف إضافية في الفترة السابقة. تم الاعتراف بمتوسط الميدان مراد إسماعيل بوصفه اللاعب الأكثر قيمة في البطولة. بعد وقت قصير من انتصار كأس التحدي الآسيوي 2014 والتأهل لكأس آسيا 2015، استقال جمال محمود من منصب مدير الفريق الوطني مشيرا إلى الاختلافات التي لا يمكن تسويتها مع اتحاد كرة القدم الفلسطيني. ترك جمال محمود المنصب باعتباره أنجح مدير في تاريخ المنتخب الوطني بعدد من المقاييس. وقاد الفريق إلى أعلى مستوى له وهو 85 في تصنيف الاتحاد الدولي لكرة القدم، وفاز بـ14 مباراة من 34 مباراة، سجل نسبة فوز 41% ونقاط لكل مباراة 1.41.
وكانت فلسطين قد وضعت في المجموعة الرابعة في كأس آسيا 2015 إلى جانب اليابان والأردن والعراق حيث خسرت مباريات المجموعة الثلاث كلها. فقد هزمتهم اليابان 0–4، وخسروا 1–5 من الأردن وأنهوا حملتهم بخسارة 0–2 من لعراق.
في أعقاب العرض الكارثي في كأس آسيا 2015، عين اتحاد كرة القدم الفلسطيني عبد الناصر بركات مديرا للمنتخب الوطني والذي انتقل لإصلاح تشكيلة الفريق مختارا عدم استدعاء رمزي صالح وحسام أبو صالح وإسماعيل العمور ورائد فارس ومراد إسماعيل وموسى أبو جزر الذي كان كل منهم جزءا من المنتخب الوطني في نهائيات كأس آسيا الأخيرة. وقاد بركات بحثا عن عدد من اللاعبين المؤهلين لتمثيل فلسطين في أمريكا الجنوبية وأوروبا. في أول مباراة له، سجل بابلو تامبوريني وماتياس حذوة في خسارة ضئيلة 3–2 من السعودية في تصفيات كأس العالم لكرة القدم 2018.
سجلت فلسطين زوجا من الانتصارات البارزة 6–0 على ماليزيا خلال تصفيات كأس العالم لكرة القدم. وأبقت تلك النتائج بالاقتران مع تعادل جريئ 0–0 على أرضها مع السعودية والإمارات، فلسطين في البحث عن التأهل للجولة الثالثة من تصفيات كأس العالم الآسيوية حتى يوم المباراة قبل الأخيرة. أقصيت من تصفيات كأس العالم 2018 بعد خسارة 2–0 خارجيا أمام الإمارات العربية المتحدة في 24 مارس 2016. وقد فازوا بمباراة تصفيات كأس العالم لكرة القدم 2018 النهائية في أرضهم بعد خمسة أيام 7–0. مثلت هذه المباراة الظهور الأول لكل من أحمد عوض وياسر بينتو بالفريق الوطني. كما أنها المرة الأولى التي تفوز فيها فلسطين بمباراة على أرض الوطن منذ إعادة قبولها للفيفا بعد تعادلات ضد الأردن وأفغانستان وتايلاند والإمارات العربية المتحدة.
في أبريل 2021 أعلن الاتحاد الفلسطيني لكرة القدم تعيين المدرب التونسي مكرم دبدوب مديرا فنيا للمنتخب خلفا للجزائري نور الدين ولد علي الذي تولى المهمة منذ 2018 خلفا للمدرب البوليفي خوليو سيزار.

## صعوبات
| الوضع الذي تعانيه الرياضة الفلسطينية ومنسوبيها غير مقبول |
| —جوزيف بلاتر رئيس الفيفا                                 |

يواجه الاتحاد الفلسطيني خطر الغياب عن المباريات الخارجية بسبب احتمالية عدم إصدار تصاريح السفر اللازمة من جانب السلطات الإسرائيلية. وكان الفيفا قد اعتبر المنتخب الفلسطيني منسحبا بعدما رفضت الحكومة الإسرائيلية السماح بسفر 18 لاعبا لخوض مباراة أمام منتخب سنغافورة ضمن تصفيات آسيا لكأس العالم لكرة القدم 2010.
وأعلن المنتخب الفلسطيني انسحابه من تصفيات كأس التحدي الآسيوي 2008 في 14 مايو 2008 بسبب «عدم قدرة اللاعبين والطاقم التدريبي في الانتقال بين قطاع غزة والضفة الغربية».
تلقى عدد من اللاعبين الفلسطينيين مصرعهم جراء الصراع العربي-الإسرائيلي. حيث توفى كل من اللاعب وجيه مشتهى - أحد مقاتلي حركة الجهاد الإسلامية - والمهاجم أيمن الكرد أثناء الهجوم على قطاع غزة في 2008-2009.
من جانبه، أكد جوزيف بلاتر رئيس الفيفا في 12 أكتوبر 2010 أن «الوضع الذي تعانيه الرياضة الفلسطينية ومنسوبيها غير مقبول»، مشيراً إلى أنه «سيبذل كل ما في وسعه من أجل دعم الاتحاد الفلسطيني لكرة القدم» حيث «تمت مناقشة المصاعب التي يواجهونها من منع اللاعبين والإداريين من التحرك بحرية للعب المباريات الدولية، إضافة إلى حجز التبرعات من المواد والمعدات الرياضية من الدخول إلى فلسطين وتعطيل بعض مشاريع المنشآت الرياضية من قبل السلطات الإسرائيلية».

### مباريات داخلية في فلسطين (رسمي)
فوز
  تعادل
  خسارة
| تاريخ          | المكان                               | الخصم                    | النتيجة | المنافسة                          | هدافو فلسطين                                                                                                |
| -------------- | ------------------------------------ | ------------------------ | ------- | --------------------------------- | --- |
| 26 أكتوبر 2008 | ملعب فيصل الحسيني الدولي، القدس      | الأردن                   | 1–1     | مباراة ودية                       | أحمد كشكش                                                                                                   |
| 3 يوليو 2011   | ملعب فيصل الحسيني الدولي، القدس      | أفغانستان                | 1–1     | تصفيات كأس العالم لكرة القدم 2014 | حسام وادي                                                                                                   |
| 28 يوليو 2011  | ملعب فيصل الحسيني الدولي، القدس      | تايلاند                  | 2–2     | تصفيات كأس العالم لكرة القدم 2014 | مراد عليان (2)                                                                                              |
| 8 سبتمبر 2015  | ملعب فيصل الحسيني الدولي، القدس      | الإمارات العربية المتحدة | 0–0     | تصفيات كأس العالم لكرة القدم 2018 | |
| 29 مارس 2016   | ملعب دورا الدولي، الخليل             | تيمور الشرقية            | 7–0     | تصفيات كأس العالم لكرة القدم 2018 | ياسر بينتو (2)، جوناتان كانتيانا (2)، جاكا حبيشة, أحمد عوض، عبد اللطيف البهداري                             |
| 5 سبتمبر 2016  | ملعب دورا الدولي، الخليل             | طاجيكستان                | 1–1     | مباراة ودية                       | كارلوس سالوم                                                                                                |
| 13 يونيو 2017  | ملعب فيصل الحسيني الدولي، القدس      | عمان                     | 2–1     | تصفيات كأس آسيا 2019              | ياسر بينتو، جوناتان كانتيانا                                                                                |
| 10 أكتوبر 2017 | ملعب دورا الدولي، الخليل             | بوتان                    | 10–0    | تصفيات كأس آسيا 2019              | عبد اللطيف البهداري (3)، جوناتان كانتيانا (2)، عبد الله جابر، تامر صيام، سامح مراعبة، خالد سالم, محمد ناطور |
| 14 نوفمبر 2017 | ملعب الجامعة العربية الأمريكية، جنين | المالديف                 | 8–1     | تصفيات كأس آسيا 2019              | سامح مراعبة (4), محمود يوسف (2)، جوناتان كانتيانا, (هدف ذاتي)                                               |

## سجل المشاركات

### كأس العالم
| كأس العالم لكرة القدم | كأس العالم لكرة القدم | كأس العالم لكرة القدم | كأس العالم لكرة القدم | كأس العالم لكرة القدم | كأس العالم لكرة القدم | كأس العالم لكرة القدم | كأس العالم لكرة القدم | كأس العالم لكرة القدم |         | التصفيات المؤهلة | التصفيات المؤهلة | التصفيات المؤهلة | التصفيات المؤهلة | التصفيات المؤهلة | التصفيات المؤهلة |
| عام                   | المرتبة               | دور                   | مباريات               | فوز                   | تعادل                 | هزيمة                 | له                    | عليه                  | مباريات | فوز              | تعادل            | هزيمة            | له               | عليه             |                  |
| --------------------- | --------------------- | --------------------- | --------------------- | --------------------- | --------------------- | --------------------- | --------------------- | --------------------- | ------- | ---------------- | ---------------- | ---------------- | ---------------- | ---------------- | ---------------- |
| 1934                  | لم يتأهل              | لم يتأهل              | لم يتأهل              | لم يتأهل              | لم يتأهل              | لم يتأهل              | لم يتأهل              | لم يتأهل              | 2       | 0                | 0                | 2                | 2                | 11               |                  |
| 1938                  | لم يتأهل              | لم يتأهل              | لم يتأهل              | لم يتأهل              | لم يتأهل              | لم يتأهل              | لم يتأهل              | لم يتأهل              | 2       | 0                | 0                | 2                | 1                | 4                |                  |
| 2002                  | لم يتأهل              | لم يتأهل              | لم يتأهل              | لم يتأهل              | لم يتأهل              | لم يتأهل              | لم يتأهل              | لم يتأهل              | 6       | 2                | 1                | 3                | 8                | 9                |                  |
| 2006                  | لم يتأهل              | لم يتأهل              | لم يتأهل              | لم يتأهل              | لم يتأهل              | لم يتأهل              | لم يتأهل              | لم يتأهل              | 6       | 2                | 1                | 3                | 11               | 11               |                  |
| 2010                  | لم يتأهل              | لم يتأهل              | لم يتأهل              | لم يتأهل              | لم يتأهل              | لم يتأهل              | لم يتأهل              | لم يتأهل              | 1       | 0                | 0                | 1                | 0                | 4                |                  |
| 2014                  | لم يتأهل              | لم يتأهل              | لم يتأهل              | لم يتأهل              | لم يتأهل              | لم يتأهل              | لم يتأهل              | لم يتأهل              | 4       | 1                | 2                | 1                | 5                | 4                |                  |
| 2018                  | لم يتأهل              | لم يتأهل              | لم يتأهل              | لم يتأهل              | لم يتأهل              | لم يتأهل              | لم يتأهل              | لم يتأهل              | 8       | 3                | 3                | 2                | 22               | 6                |                  |
| المجموع               |                       | 0/20                  |                       |                       |                       |                       |                       |                       | 25      | 6                | 6                | 13               | 35               | 47               |                  |

### كأس آسيا
| نهائيات كأس آسيا | نهائيات كأس آسيا        | نهائيات كأس آسيا | نهائيات كأس آسيا | نهائيات كأس آسيا | نهائيات كأس آسيا | نهائيات كأس آسيا | نهائيات كأس آسيا | نهائيات كأس آسيا |
| السنة            | الدور                   | المركز           | مباريات          | فوز              | تعادل            | خسر              | له               | عليه             |
| ---------------- | ----------------------- | ---------------- | ---------------- | ---------------- | ---------------- | ---------------- | ---------------- | ---------------- |
| 1956 إلى 1996    | لم يشترك                | لم يشترك         | لم يشترك         | لم يشترك         | لم يشترك         | لم يشترك         | لم يشترك         | لم يشترك         |
| 2000             | لم يتأهل                | لم يتأهل         | لم يتأهل         | لم يتأهل         | لم يتأهل         | لم يتأهل         | لم يتأهل         | لم يتأهل         |
| 2004             | لم يتأهل                | لم يتأهل         | لم يتأهل         | لم يتأهل         | لم يتأهل         | لم يتأهل         | لم يتأهل         | لم يتأهل         |
| 2007             | لم يتأهل                | لم يتأهل         | لم يتأهل         | لم يتأهل         | لم يتأهل         | لم يتأهل         | لم يتأهل         | لم يتأهل         |
| 2011             | لم يتأهل                | لم يتأهل         | لم يتأهل         | لم يتأهل         | لم يتأهل         | لم يتأهل         | لم يتأهل         | لم يتأهل         |
| 2015             | مرحلة المجموعات         | 16               | 3                | 0                | 0                | 3                | 1                | 11               |
| 2019             | مرحلة المجموعات         | 18               | 3                | 0                | 2                | 1                | 0                | 3                |
| المجموع          | الأفضل: مرحلة المجموعات | 2/17             | 6                | 0                | 2                | 4                | 1                | 14               |

| النهائيات | النهائيات     | النهائيات | النهائيات | النهائيات | النهائيات | النهائيات | النهائيات | النهائيات |              | التصفيات     | التصفيات     | التصفيات     | التصفيات     | التصفيات     | التصفيات |       |
| السنة     | النتيجة       | المركز    | لعب       | ف         | ت         | خ         | له        | عليه      | لعب          | ف            | ت            | خ            | له           | عليه         |          |       |
| --------- | ------------- | --------- | --------- | --------- | --------- | --------- | --------- | --------- | ------------ | ------------ | ------------ | ------------ | ------------ | ------------ | -------- | ----- |
| 2006      | ربع النهائي   | 5         | 4         | 2         | 1         | 1         | 16        | 2         | تأهل تلقائياً | تأهل تلقائياً | تأهل تلقائياً | تأهل تلقائياً | تأهل تلقائياً | تأهل تلقائياً |          |       |
| 2008      | انسحب         | انسحب     | انسحب     | انسحب     | انسحب     | انسحب     | انسحب     | انسحب     | انسحب        | انسحب        | انسحب        | انسحب        | انسحب        | انسحب        | انسحب    | انسحب |
| 2010      | لم يتأهل      | لم يتأهل  | لم يتأهل  | لم يتأهل  | لم يتأهل  | لم يتأهل  | لم يتأهل  | لم يتأهل  | 2            | 0            | 2            | 0            | 1            | 1            |          |       |
| 2012      | المركز الرابع | 4         | 5         | 2         | 1         | 2         | 7         | 6         | 3            | 2            | 1            | 0            | 5            | 1            |          |       |
| 2014      | البطل         | 1         | 5         | 4         | 1         | 0         | 6         | 0         | 3            | 2            | 1            | 0            | 10           | 0            |          |       |
| المجموع   | الأفضل: بطل   | 3/5       | 14        | 8         | 3         | 3         | 29        | 8         | 8            | 4            | 4            | 0            | 16           | 2            |          |       |

### بطولة غرب آسيا
| بطولة غرب آسيا | بطولة غرب آسيا      | بطولة غرب آسيا | بطولة غرب آسيا | بطولة غرب آسيا | بطولة غرب آسيا | بطولة غرب آسيا | بطولة غرب آسيا |
| عام            | دور                 | مباريات        | فوز            | تعادل          | هزيمة          | له             | عليه           |
| -------------- | ------------------- | -------------- | -------------- | -------------- | -------------- | -------------- | -------------- |
| 2000           | الأول               | 3              | 0              | 1              | 2              | 3              | 5              |
| 2002           | الأول               | 2              | 0              | 0              | 2              | 1              | 4              |
| 2004           | الأول               | 2              | 0              | 1              | 1              | 2              | 3              |
| 2007           | الأول               | 2              | 0              | 0              | 2              | 0              | 3              |
| 2008           | الأول               | 2              | 0              | 0              | 2              | 0              | 4              |
| 2010           | الأول               | 2              | 0              | 0              | 2              | 1              | 6              |
| المجموع        | الأفضل: الدور الأول | 13             | 0              | 2              | 11             | 7              | 25             |

## النتائج والمباريات الأخيرة
| 11 سبتمبر 2018 ودية | قطر                               | 3–0   | فلسطين | الدوحة                                               |
| 19:00 ت ع م+3       | - علي 3' - عفيف 20' - الهيدوس 30' | تقرير |        | الملعب: ملعب خليفة الدولي الحكم: عمر اليعقوبي (عمان) |

| 4 أكتوبر 2018 كأس بانغاباندو | طاجيكستان | 0–2   | فلسطين                       | سيلهيت                                                    |
| 18:30 ت ع م+6                |           | تقرير | - كانتيانا 1' - البهداري 75' | الملعب: ملعب مقاطعة سيلهيت الحكم: ميزان الرحمن (بنغلاديش) |

| 6 أكتوبر 2018 كأس بانغاباندو | فلسطين     | 1–0   | نيبال | سيلهيت                                                       |
| 18:30 ت ع م+6                | - سالم 70' | تقرير |       | الملعب: ملعب مقاطعة سيلهيت الحكم: محمد جلال الدين (بنغلاديش) |

| 10 أكتوبر 2018 كأس بانغاباندو | فلسطين                  | 2–0   | بنغلاديش | كوكس بازار                                            |
| 14:30 ت ع م+6                 | - بلح 8' - مراعبة 90+4' | تقرير |          | الملعب: ملعب كوكس بازار الحكم: زيد ثامر محمد (العراق) |

| 12 أكتوبر 2018 كأس بانغاباندو | طاجيكستان | 0–0 (ب.و.إ.) | فلسطين | دكا                                                           |
| 14:30 ت ع م+6                 |           | تقرير        |        | الملعب: ملعب بانغاباندو الوطني الحكم: ميزان الرحمن (بنغلاديش) |

| 16 نوفمبر 2018 ودية | فلسطين                        | 2–1 | باكستان    | الرام                                                        |
| 15:00 ت ع م+2       | - نورامبوينا 36' - البدوي 78' |     | - بشير 16' | الملعب: ملعب فيصل الحسيني الدولي الحكم: عماد البوجي (فلسطين) |

| 20 نوفمبر 2018 مباراة ودية | الصين              | 1–1   | فلسطين      | هايكو                                                           |
| 20:00 ت ع م+8              | - فينغ شياوتينغ 9' | تقرير | - بينتو 62' | الملعب: ملعب نهر وويوان الحكم: هيتيكامكانامغي بيريرا (سريلانكا) |

| 24 ديسمبر 2018 مباراة ودية | فلسطين           | 1–1   | إيران       | الدوحة                                                               |
| 17:00 ت ع م+3              | - كانتيانا 90+1' | تقرير | - طارمي 50' | الملعب: ملعب عبد الله بن خليفة الحضور: 100 الحكم: واثق محمد (العراق) |

| 28 ديسمبر 2018 مباراة ودية | العراق     | 1–0 | فلسطين | الدوحة                   |
| 18:00 ت ع م+3              | - طارق 46' |     |        | الملعب: ملعب سحيم بن حمد |

كأس آسيا 2019
| م | الفريق   | لعب | ف | ت | خ | أ.له | أ.ع | أ.ف | نقاط | التأهل                      |
| - | -------- | --- | - | - | - | ---- | --- | --- | ---- | --------------------------- |
| 1 | الأردن   | 3   | 2 | 1 | 0 | 3    | 0   | +3  | 7    | تقدم إلى مرحلة خروج المغلوب |
| 2 | أستراليا | 3   | 2 | 0 | 1 | 6    | 3   | +3  | 6    | تقدم إلى مرحلة خروج المغلوب |
| 3 | فلسطين   | 3   | 0 | 2 | 1 | 0    | 3   | −3  | 2    |                             |
| 4 | سوريا    | 3   | 0 | 1 | 2 | 2    | 5   | −3  | 1    |                             |

| 6 يناير 2019 كأس آسيا | سوريا | 0–0   | فلسطين | الشارقة                                                                |
| 20:00 ت ع م+4         |       | تقرير |        | الملعب: استاد الشارقة الحضور: 8،471 الحكم: رافشان إيرماتوف (أوزبكستان) |

| 11 يناير 2019 كأس آسيا | فلسطين | 0–3   | أستراليا                               | دبي                                                                      |
| 15:00 ت ع م+4          |        | تقرير | - ماكلارين 18' - مابيل 20' - جيانو 90' | الملعب: ملعب آل راشد الحضور: 11،915 الحكم: فالنتين كوفالينكو (أوزبكستان) |

| 15 يناير 2019 كأس آسيا | فلسطين | 0–0   | الأردن | أبو ظبي                                                            |
| 17:30 ت ع م+4          |        | تقرير |        | الملعب: ستاد محمد بن زايد الحضور: 20،843 الحكم: مهند قاسم (العراق) |

## الهدافون
اعتباراً من 16 يونيو 2015
| # | الاسم               | المسيرة   | الأهداف | الظهور |
| - | ------------------- | --------- | ------- | ------ |
| 1 | فهد العتال          | 2005–     | 14      | 40     |
| 1 | أشرف نعمان          | 2009–     | 14      | 51     |
| 3 | زياد الكرد          | 1998–2006 | 10      | 30     |
| 4 | مراد عليان          | 2011–     | 7       | 9      |
| 4 | إسماعيل العمور      | 2005–     | 7       | 42     |
| 6 | عبد الحميد أبو حبيب | 2011–     | 6       | 28     |
| 7 | أحمد ماهر وريدات    | 2012-     | 5       | 16     |
| 8 | محمد الجيش          | 1998–2002 | 5       | 18     |
| 8 | فادي لافي           | 1998–     | 5       | 32     |
| 8 | أحمد كشكش           | 2004–     | 5       | 34     |

## سجل المواجهات ضد منتخبات الدول الأخرى
- هذه القائمة تستعرض إحصائيات المنتخب الوطني الفلسطيني في مواجهاته مع المنتخبات المنافسة تاريخيا في جميع المباريات الرسمية والودية.

آخر تحديث 10 يونيو 2025 بعد مباراة:  عمان.
والبلدان التي هي بالخط المائل ليست أعضاء في الاتحاد الدولي لكرة القدم أو البلدان التي هي في السابق.
  السجل الإيجابي   سجل محايد   السجل السلبي
| الخصوم                            | من   | الى  | لعب | فاز | تعادل | خسارة | له  | عليه | فارق الأهداف | نسبة الفوز % |
| --------------------------------- | ---- | ---- | --- | --- | ----- | ----- | --- | ---- | ------------ | ------------ |
| أذربيجان                          | 2012 | 2012 | 1   | 1   | 0     | 0     | 2   | 0    | +2           | 100٫00       |
| أستراليا                          | 2019 | 2024 | 3   | 0   | 0     | 3     | 0   | 9    | −9           | 000٫00       |
| أفغانستان                         | 2011 | 2018 | 4   | 2   | 2     | 0     | 5   | 1    | +4           | 050٫00       |
| أوزبكستان                         | 2004 | 2024 | 6   | 1   | 0     | 5     | 2   | 10   | −8           | 016٫67       |
| إندونيسيا                         | 2011 | 2023 | 3   | 1   | 1     | 1     | 3   | 5    | −2           | 033٫33       |
| إيران                             | 2000 | 2024 | 6   | 0   | 2     | 4     | 3   | 18   | −15          | 000٫00       |
| الأردن                            | 1976 | 2025 | 17  | 1   | 6     | 10    | 14  | 45   | −31          | 005٫88       |
| الإمارات العربية المتحدة          | 1999 | 2024 | 6   | 1   | 3     | 2     | 3   | 7    | −4           | 016٫67       |
| البحرين                           | 2004 | 2023 | 8   | 4   | 1     | 3     | 8   | 12   | −4           | 050٫00       |
| الجزائر                           | 1969 | 2005 | 3   | 0   | 0     | 3     | 0   | 7    | −7           | 000٫00       |
| السعودية                          | 1976 | 2024 | 11  | 0   | 4     | 7     | 6   | 22   | −16          | 000٫00       |
| السودان                           | 1965 | 2010 | 8   | 0   | 4     | 4     | 8   | 14   | −6           | 000٫00       |
| الصين                             | 2006 | 2023 | 6   | 0   | 2     | 4     | 2   | 10   | −8           | 000٫00       |
| العراق                            | 1965 | 2025 | 19  | 1   | 4     | 14    | 9   | 40   | −31          | 005٫26       |
| الفلبين                           | 2011 | 2022 | 4   | 2   | 1     | 1     | 8   | 4    | +4           | 050٫00       |
| الكويت                            | 2002 | 2025 | 11  | 2   | 2     | 7     | 11  | 22   | −11          | 018٫18       |
| المالديف                          | 2012 | 2017 | 4   | 3   | 1     | 0     | 13  | 1    | +12          | 075٫00       |
| المغرب                            | 1976 | 2021 | 3   | 0   | 0     | 3     | 1   | 10   | −9           | 000٫00       |
| الهند                             | 2013 | 2014 | 2   | 2   | 0     | 0     | 7   | 4    | +3           | 100٫00       |
| اليابان                           | 2015 | 2015 | 1   | 0   | 0     | 1     | 0   | 4    | −4           | 000٫00       |
| اليمن                             | 2010 | 2022 | 7   | 5   | 0     | 2     | 13  | 5    | +8           | 071٫43       |
| اليونان                           | 1938 | 1938 | 2   | 0   | 0     | 2     | 1   | 4    | −3           | 000٫00       |
| باكستان                           | 2000 | 2018 | 5   | 5   | 0     | 0     | 11  | 1    | +10          | 100٫00       |
| بنغلاديش                          | 2006 | 2024 | 8   | 7   | 1     | 0     | 16  | 1    | +15          | 087٫50       |
| بوتان                             | 2017 | 2017 | 2   | 2   | 0     | 0     | 12  | 0    | +12          | 100٫00       |
| بوروندي                           | 2020 | 2020 | 1   | 1   | 0     | 0     | 3   | 1    | +2           | 100٫00       |
| تايبيه الصينية                    | 2004 | 2014 | 3   | 3   | 0     | 0     | 16  | 3    | +13          | 100٫00       |
| تايلاند                           | 2011 | 2011 | 2   | 0   | 1     | 1     | 2   | 3    | −1           | 000٫00       |
| تركمانستان                        | 2012 | 2012 | 1   | 0   | 1     | 0     | 0   | 0    | +0           | 000٫00       |
| تشيلي                             | 2002 | 2002 | 1   | 0   | 0     | 1     | 1   | 3    | −2           | 000٫00       |
| تنزانيا                           | 2011 | 2011 | 1   | 0   | 0     | 1     | 0   | 1    | −1           | 000٫00       |
| تونس                              | 1969 | 1973 | 2   | 0   | 1     | 1     | 3   | 7    | −4           | 000٫00       |
| تيمور الشرقية                     | 2015 | 2016 | 2   | 2   | 0     | 0     | 10  | 0    | +10          | 100٫00       |
| جزر القمر                         | 2021 | 2021 | 1   | 1   | 0     | 0     | 5   | 1    | +4           | 100٫00       |
| جزر ماريانا الشمالية              | 2013 | 2013 | 1   | 1   | 0     | 0     | 9   | 0    | +9           | 100٫00       |
| سنغافورة                          | 2003 | 2021 | 6   | 2   | 1     | 3     | 6   | 8    | −2           | 033٫33       |
| سريلانكا                          | 2020 | 2020 | 1   | 1   | 0     | 0     | 2   | 0    | +2           | 100٫00       |
| سوريا                             | 1966 | 2019 | 15  | 2   | 5     | 8     | 13  | 25   | −12          | 013٫33       |
| سيشل                              | 2020 | 2020 | 1   | 1   | 0     | 0     | 1   | 0    | +1           | 100٫00       |
| طاجيكستان                         | 2016 | 2018 | 4   | 1   | 3     | 0     | 6   | 4    | +2           | 025٫00       |
| عمان                              | 2012 | 2025 | 6   | 1   | 1     | 4     | 5   | 8    | −3           | 016٫67       |
| غوام                              | 2006 | 2006 | 1   | 1   | 0     | 0     | 11  | 0    | +11          | 100٫00       |
| فيتنام                            | 1966 | 2023 | 3   | 1   | 0     | 2     | 3   | 7    | −4           | 033٫33       |
| قطر                               | 1972 | 2024 | 12  | 1   | 2     | 9     | 12  | 19   | −7           | 008٫33       |
| قرغيزستان                         | 2006 | 2021 | 7   | 1   | 3     | 3     | 6   | 8    | −2           | 014٫29       |
| كازاخستان                         | 2000 | 2000 | 2   | 0   | 0     | 2     | 2   | 5    | −3           | 000٫00       |
| كمبوديا                           | 1966 | 2006 | 2   | 1   | 0     | 1     | 4   | 4    | +0           | 050٫00       |
| كوريا الشمالية                    | 1966 | 2012 | 2   | 0   | 0     | 2     | 1   | 7    | −6           | 000٫00       |
| كوريا الجنوبية                    | 2024 | 2024 | 2   | 0   | 2     | 0     | 1   | 1    | +0           | 000٫00       |
| لبنان                             | 1940 | 2024 | 9   | 3   | 5     | 1     | 9   | 5    | +4           | 033٫33       |
| ليبيا                             | 1953 | 2011 | 7   | 0   | 5     | 2     | 7   | 12   | −5           | 000٫00       |
| ماليزيا                           | 2001 | 2015 | 5   | 4   | 0     | 1     | 18  | 4    | +14          | 080٫00       |
| مصر                               | 1953 | 1973 | 3   | 0   | 0     | 3     | 4   | 23   | −19          | 000٫00       |
| منغوليا                           | 2022 | 2022 | 1   | 1   | 0     | 0     | 1   | 0    | +1           | 100٫00       |
| موريتانيا                         | 1976 | 2010 | 2   | 1   | 1     | 0     | 1   | 0    | +1           | 050٫00       |
| ميانمار                           | 2011 | 2014 | 3   | 2   | 0     | 1     | 6   | 5    | +1           | 066٫67       |
| نيبال                             | 2009 | 2018 | 4   | 2   | 2     | 0     | 3   | 0    | +3           | 050٫00       |
| هونغ كونغ                         | 2001 | 2024 | 3   | 2   | 1     | 0     | 5   | 1    | +4           | 066٫67       |
| اليمن الشمالي                     | 1966 | 1974 | 3   | 3   | 0     | 0     | 19  | 4    | +15          | 100٫00       |
| جمهورية اليمن الديمقراطية الشعبية | 1972 | 1976 | 2   | 0   | 1     | 1     | 1   | 2    | −1           | 000٫00       |
| عدن                               | 1965 | 1965 | 1   | 1   | 0     | 0     | 1   | 0    | +1           | 100٫00       |
| المجموع                           | 1938 | 2025 | 240 | 72  | 61    | 107   | 319 | 369  | −50          | 030٫00       |

## وصلات خارجية
- قائمة بيانات المنتخب من الموقع الرسمي للفيفا باللغة العربية